# Seiner Majestät Schiff

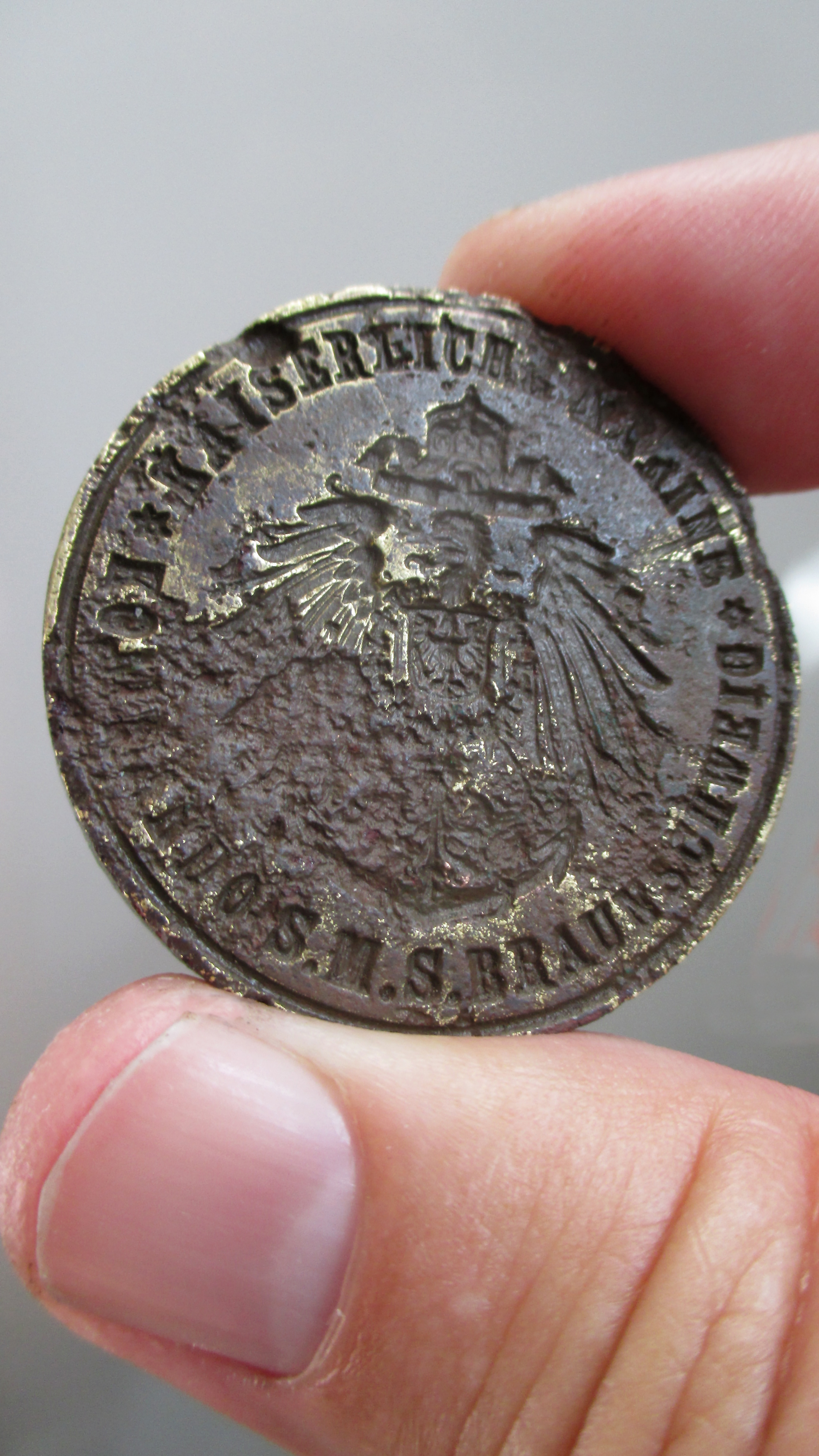
Siegel der Kaiserlichen Marine
(Bild gespiegelt = seitenverkehrt) Kommando S.M.S. Braunschweig

Seiner Majestät Schiff sowie die für diese Phrase stehenden Abkürzungen S.M.S. bzw. SMS wurde in deutschsprachigen monarchischen Marinen sowie in der Literatur hierüber als Präfix zum jeweiligen Schiffsnamen genutzt.
So wurden zum Beispiel der deutsche Kreuzer Emden als „SMS Emden“ oder das österreichische Schlachtschiff Viribus Unitis als „SMS Viribus Unitis“ bezeichnet. Wurde gegenüber dem Souverän von einem mit S.M.S. bezeichneten Schiff gesprochen, hieß die Benennung „Eurer Majestät Schiff …“. Sprach umgekehrt der Souverän von einem derart bezeichneten Schiff, verwendete er die Floskel „Mein/Unser Schiff …“.
Offizielle Erlasse zur verpflichtenden Benutzung dieser Bezeichnung, wie sie zum Beispiel für das in der United States Navy genutzte Präfix USS existieren, sind nicht bekannt. Auf Dienstsiegeln von Schiffen der Kaiserlichen Marine wurde wohl immer die Variante S.M.S. mit dem Schiffsnamen verwendet.

## Verwendung in der preußischen Marine
Die preußische Marine wurde ab 1848 aufgebaut und ab 1867 als Marine des Norddeutschen Bundes bezeichnet. Während dieser Zeit bildete sich nach und nach der Begriff „Seiner Majestät Schiff“ und seine Abkürzung „S. M. S.“ heraus, wie die folgenden Auszüge aus damaligen Vorschriften zeigen.
Der allerhöchste Erlass vom 7. Juli 1854 betreff Genehmigung des Organisations-Reglements für das Personal der Marine, §3, formuliert: „Den Befehl über Seiner Majestät Segel- und Dampfschiffe können nur Seeleute übernehmen.“ In zeitgenössischen Dokumenten wurden auch „S. M. Schoner“ bzw. „S. M. Dampfschiff“ aufgeführt.
Der Allgemeine Marine-Befehl Nr. 18, veröffentlicht am 22. Juli 1854, führt neben dem Oberbegriff „Sr. Majestät Fahrzeuge“ im Einzelnen an:
- S. M. Fregatte
- S. M. Corvette
- S. M. Dampf-Corvette
- S. M. Schoner
- S. M. Dampf-Aviso

Die Vorschriften für die Kommandanten Seiner Königlichen Majestät Kriegsschiffe in Bezug auf die Aufbringung Dänischer und verdächtiger Schiffe vom 12. März 1864 nennen in § 9 „S. M. Schiffe“ und in § 16 „Sr. Majestät Schiffe“.

## Verwendung in der kaiserlichen Marine
In der kaiserlichen Marine gab es (um 1872) u. a. folgende Abkürzungen:
- S. M. S. für Seiner Majestät Schiff
- S. M. A. oder S. M. Av. für Seiner Majestät Aviso
- S. M. Kbt. für Seiner Majestät Kanonenboot

Das Marineverordnungsblatt 1886 führt weitere Schiffstypen auf:
- S. M. Brigg
- S. M. Fhrzg. (Fahrzeug)
- S. M. Kbt. oder Knbt. (Kanonenboot)
- S. M. Kreuzer (Schiffe des Kreuzergeschwaders zusammenfassend als „S. M. Schiffe“ bezeichnet)
- S. M. Pnzrfhrzg. (Panzerfahrzeug)
- S. M. Tender
- S. M. Torpedoboot
- S. M. Transportdampfer
- S. M. Transportfahrzeug
- S. M. Vermessungsfahrzeug
- S. M. Yacht

## Verwendung in der k. u. k. Kriegsmarine
Die k.(u.)k. Kriegsmarine nutzte ebenfalls den Präfix S.M.S. Bei den Zerstörern und Torpedobooten wurde der Präfix S.M.T. für Seiner Majestät Torpedofahrzeug verwendet. Die U-Boote wurden mit S.M.U. für Seiner Majestät Unterseeboot bezeichnet. 
In der k u. k. Kriegsmarine bekamen die Schiffsnamen, entsprechend den Gepflogenheiten der altösterreichischen Seemannssprache, das jeweilige Geschlecht des Namensgebers. Es hieß der  Kaiser nicht die Kaiser, wie es in Norddeutschland üblich war und ist. Ebenso wurde von dem Szent Istvan, der Kaiserin Elisabeth und dem Sankt Georg gesprochen.